# Paroisse de Cambridge
Cet article concerne la localité canadienne. Pour la ville voisine, voir Cambridge-Narrows. Pour les autres significations, voir Cambridge (homonymie).
La paroisse de Cambridge est à la fois une paroisse civile et un ancien district de services locaux (DSL) canadien du comté de Queens, au Nouveau-Brunswick. Dans le cadre de la réforme de la gouvernance locale du 1er janvier 2023, le DSL a été annexé à le nouveau village d'Arcadia.

## Toponyme
La paroisse est probablement nommée ainsi en l'honneur du duc de Cambridge, l'oncle de la reine Victoria.

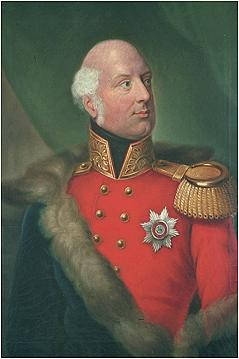
Le duc de Cambridge.

## Géographie

### Hameaux et lieux-dits
La paroisse comprend les hameaux de Jemseg, Lower Cambridge, Lower Jemseg, Cherry Hill, Mill Cove et Whites Cove.

## Histoire
Le fort Jemseg est construit par les Anglais en 1659, cédé aux Français en 1670 et pris par les Hollandais en 1674.
Le « fort Français », face à l'île Spoon, est peut-être construit par Joseph Robineau de Villebon pour protéger le fort Nashwaak, construit en amont en 1692, ou simplement pour défendre les villages acadiens; il correspondrait au « Nid d'aigle » figurant sur certaines cartes anciennes. Jemseg est la capitale de l'Acadie de 1690 à 1692. La forte crue tardive de 1696 retarde les semences et détruit des récoltes ; l'abandon de l'établissement est même considéré. La crue de 1701 détruit des récoltes et tue du bétail, forçant cette fois-ci l'exil de la population à Port-Royal.
L'établissement acadien de Jemseg compte de trente à quarante maisons en 1756 mais est abandonné peu après. Les maisons sont brûlées en 1758 par Robert Monckton.
Le domaine de Heatonville est concédé à J. S. Heaton en 1774 mais plus tard colonisé par des gens de la Nouvelle-Angleterre puis par des Loyalistes.
L'établissement pré-loyaliste de Spryhampton est fondé avant 1783. Les Loyalistes forment toutefois le gros de la population après 1784 et fondent plusieurs hameaux en plus de former une population permanente à Jemseg.
Une batterie est ajoutée au fort Français en 1813. Une station télégraphique est construite au même endroit à la fin du XIXe siècle.
La municipalité du comté de Queens est dissoute en 1966. La paroisse de Cambridge devient un district de services locaux en 1967.

## Démographie
| 2001 | 2006 | 2011 | 2016 |
| ---- | ---- | ---- | ---- |
| 639  | 682  | 647  | 651  |

## Économie
Entreprise Central NB, membre du Réseau Entreprise, a la responsabilité du développement économique.

## Administration

### Commission de services régionaux
La paroisse de Cambridge fait partie de la Région 11, une commission de services régionaux (CSR) devant commencer officiellement ses activités le 1er janvier 2013. Contrairement aux municipalités, les DSL sont représentés au conseil par un nombre de représentants proportionnel à leur population et leur assiette fiscale. Ces représentants sont élus par les présidents des DSL mais sont nommés par le gouvernement s'il n'y a pas assez de présidents en fonction. Les services obligatoirement offerts par les CSR sont l'aménagement régional, l'aménagement local dans le cas des DSL, la gestion des déchets solides, la planification des mesures d'urgence ainsi que la collaboration en matière de services de police, la planification et le partage des coûts des infrastructures régionales de sport, de loisirs et de culture; d'autres services pourraient s'ajouter à cette liste.

### Représentation et tendances politiques
Nouveau-Brunswick: Cambridge fait partie de la circonscription provinciale de Grand Lake-Gagetown, qui est représentée à l'Assemblée législative du Nouveau-Brunswick par Ross Wetmore, du Parti progressiste-conservateur. Il fut élu en 2010.
 Canada: Cambridge fait partie de la circonscription électorale fédérale de Nouveau-Brunswick-Sud-Ouest, qui est représentée à la Chambre des communes du Canada par Gregory Francis Thompson, ministre des Anciens Combattants et membre du Parti conservateur. Il fut élu lors de la 40e élection fédérale, en 1988, défait en 1993 puis réélu à chaque fois depuis 1997.

## Vivre à Cambridge

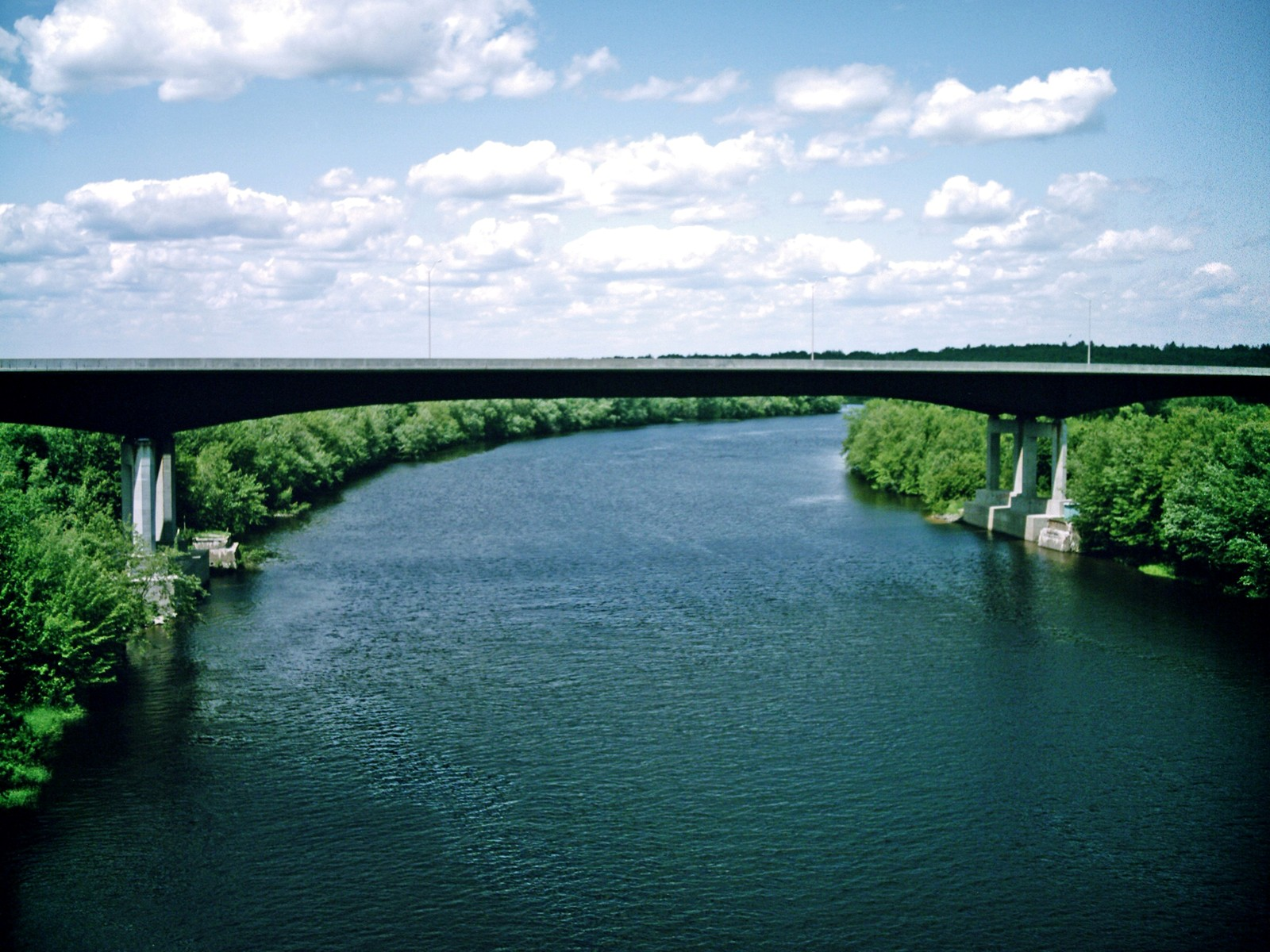
Le pont de la route 1 à Jemseg.

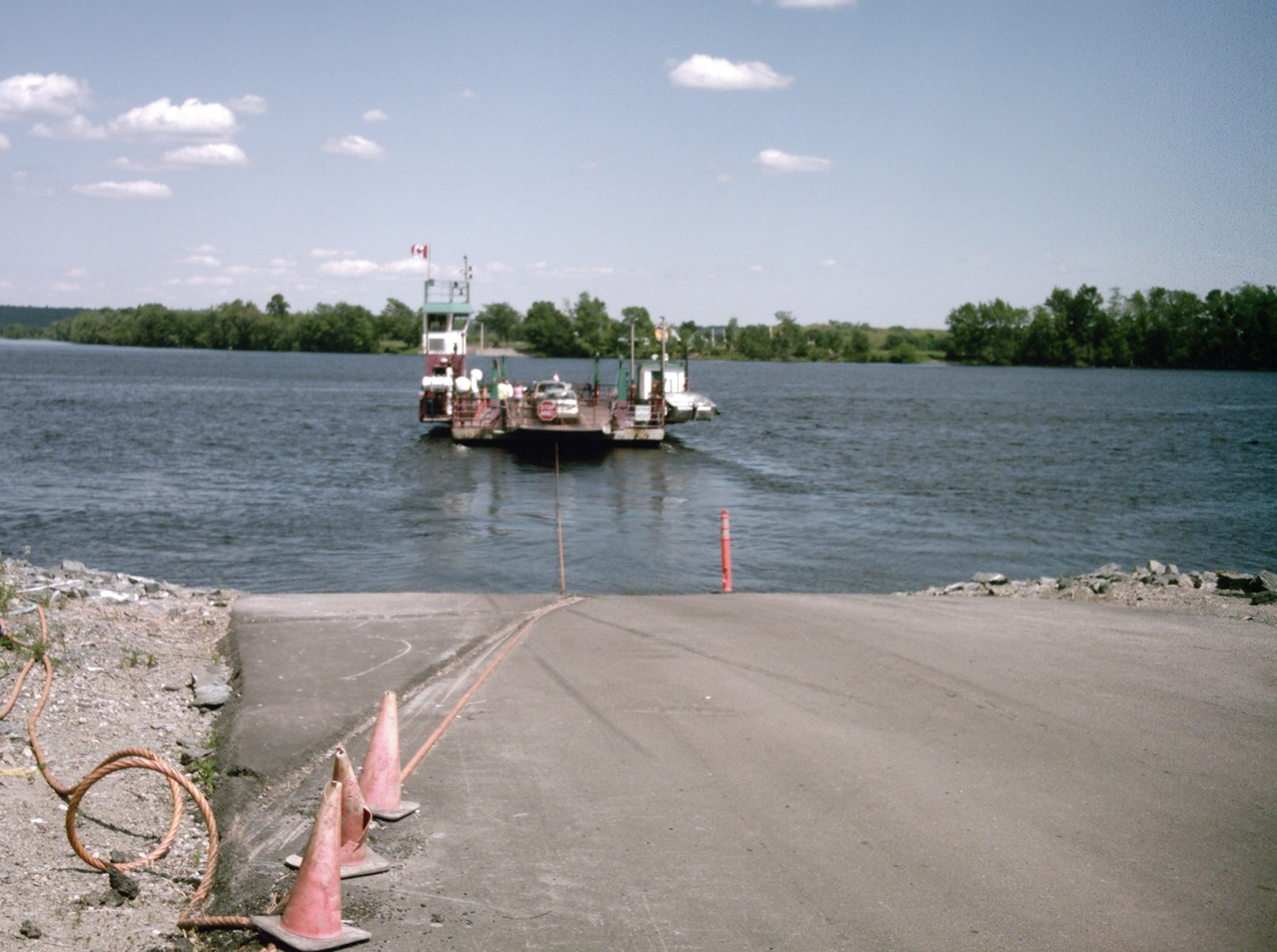
Le bac de Lower Jemseg.

Le DSL est inclus dans le territoire du sous-district 10 du district scolaire Francophone Sud. Les écoles francophones les plus proches sont à Fredericton et Oromocto alors que les établissements d'enseignement supérieurs les plus proches sont dans le Grand Moncton.
Mill Cove possède un poste d'Ambulance Nouveau-Brunswick et Jemseg possède une caserne de pompiers. Mill Cove possède aussi un foyer de soins agréés, la Mill Cove Nursing Home. Le détachement de la Gendarmerie royale du Canada le plus proche est à Gagetown. Le bureau de poste le plus proche est quant à lui à Cambridge-Narrows.
Le marché agricole de Jemseg compte un restaurant et on y vend aussi des pâtisseries, de l'artisanat, des plantes et des antiquités.
L'église St. James de Lower Jemseg et l'église St. John's de Whites Cove sont des églises anglicanes.
Les anglophones bénéficient du quotidien Telegraph-Journal, publié à Saint-Jean. Les francophones bénéficient quant à eux du quotidien L'Acadie nouvelle, publié à Caraquet et de l'hebdomadaire L'Étoile, de Dieppe.

## Culture

### Architecture et monuments
Le fort Jemseg est un lieu historique national. Le site archéologique Jemseg est un site historique provincial.